# Rosalía (singolo)
Rosalía è un singolo dei rapper italiani Fedez e Taxi B e del DJ italiano Raizhell, pubblicato il 26 luglio 2024.

## Video musicale
Il video visual è stato reso disponibile in concomitanza del lancio del singolo attraverso il canale YouTube di Fedez.

## Tracce
Testi di Federico Leonardo Lucia, Michele Ballabene, musiche di Nicolò Arquilla.
1. Rosalía – 2:38